# Za byvšego
| Recensione | Giudizio |
| ---------- | -------- |
| InterMedia | 7/10     |

Za byvšego (in russo За бывшего?) è un singolo della cantante russa Ljusja Čebotina, pubblicato il 31 maggio 2024.
È stato candidato per due riconoscimenti ai premi Viktorija.

## Video musicale

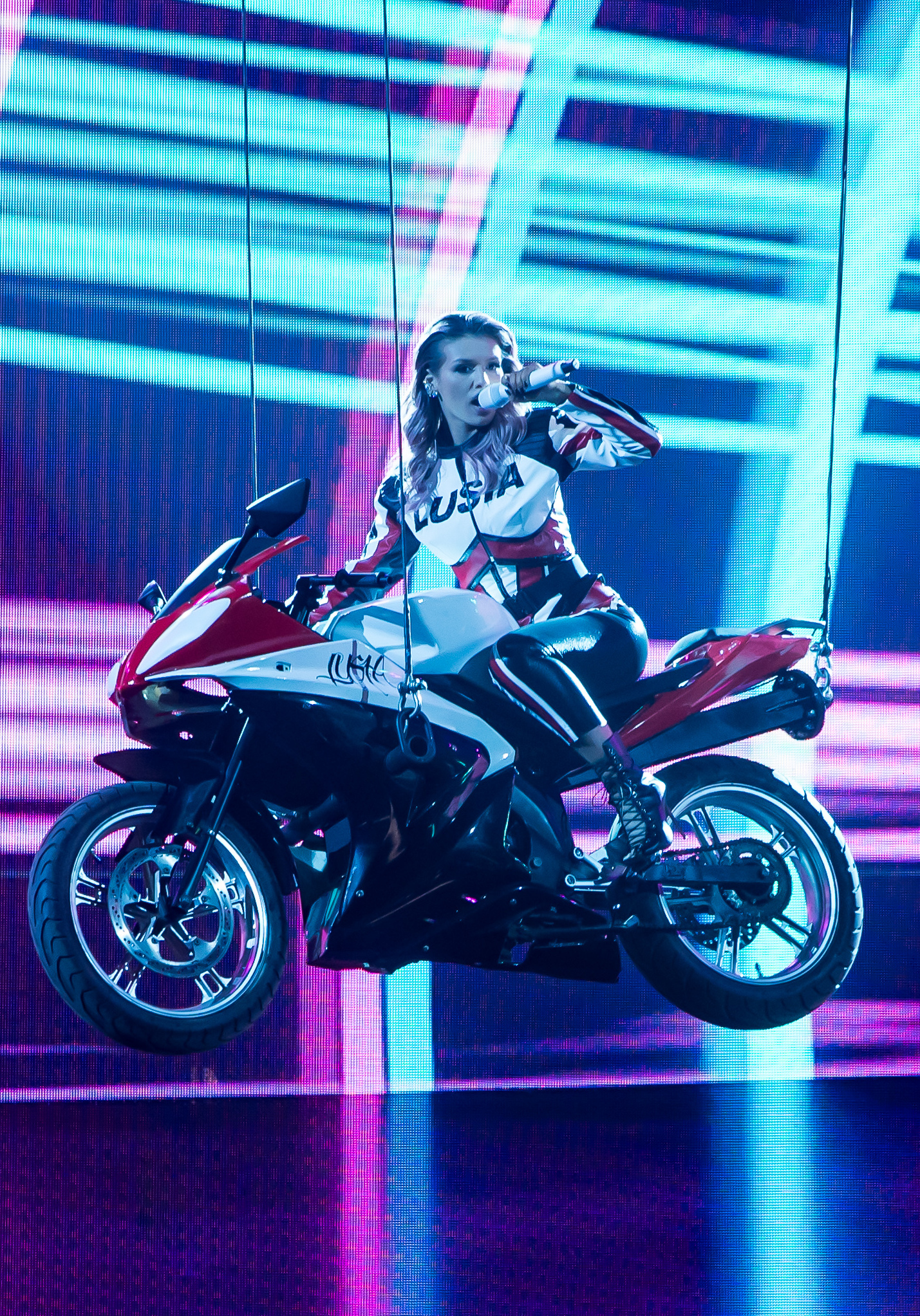
Ljusja Čebotina mentre si esibisce sulle note di Za byvšego ai premi Viktorija, 1º marzo 2025

Il video musicale, premiato con un Žara Media Award e col Muz-TV al miglior video dance, è stato reso disponibile il 29 luglio 2024 attraverso il canale YouTube dell'artista.

## Tracce
Testi e musiche di Ljudmila Andreevna Čebotina.
1. Za byvšego – 2:49

## Classifiche

### Classifiche settimanali
| Classifica (2024-25) | Posizione massima |
| -------------------- | ----------------- |
| Bielorussia          | 88                |
| Estonia              | 90                |
| Moldavia             | 13                |
| Russia               | 16                |

### Classifiche di fine anno
| Classifica (2024) | Posizione |
| ----------------- | --------- |
| Russia            | 183       |